# Bildmischer

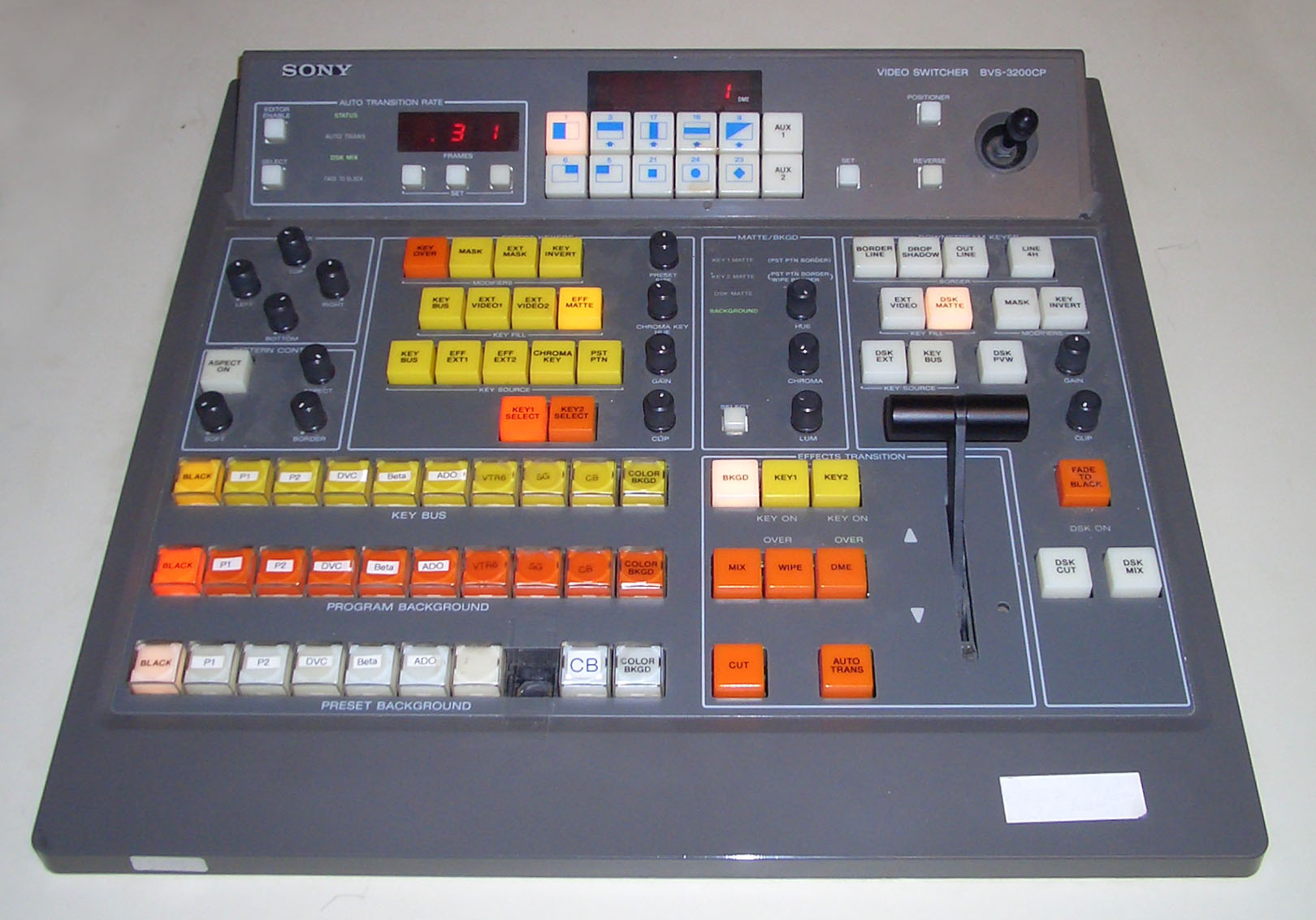
Ein Bildmischer vom Typ Sony BVS-3200CP

Ein Bildmischer (auch Trickmischer genannt) ist ein Gerät, das benutzt wird, um zwischen verschiedenen Videoquellen umzuschalten, diese zu mischen oder manchmal auch Spezialeffekte hinzuzufügen, ähnlich, wie ein Mischpult für Ton eingesetzt wird. Einen Bildmischer findet man typischerweise in einem Fernsehstudio, einem Fernseh-Übertragungswagen oder an einem Linearschnittplatz. Der Begriff „Bildmischer“ kann sich auch auf die Person beziehen, die das Gerät bedient.

## Fähigkeiten und Einsatz

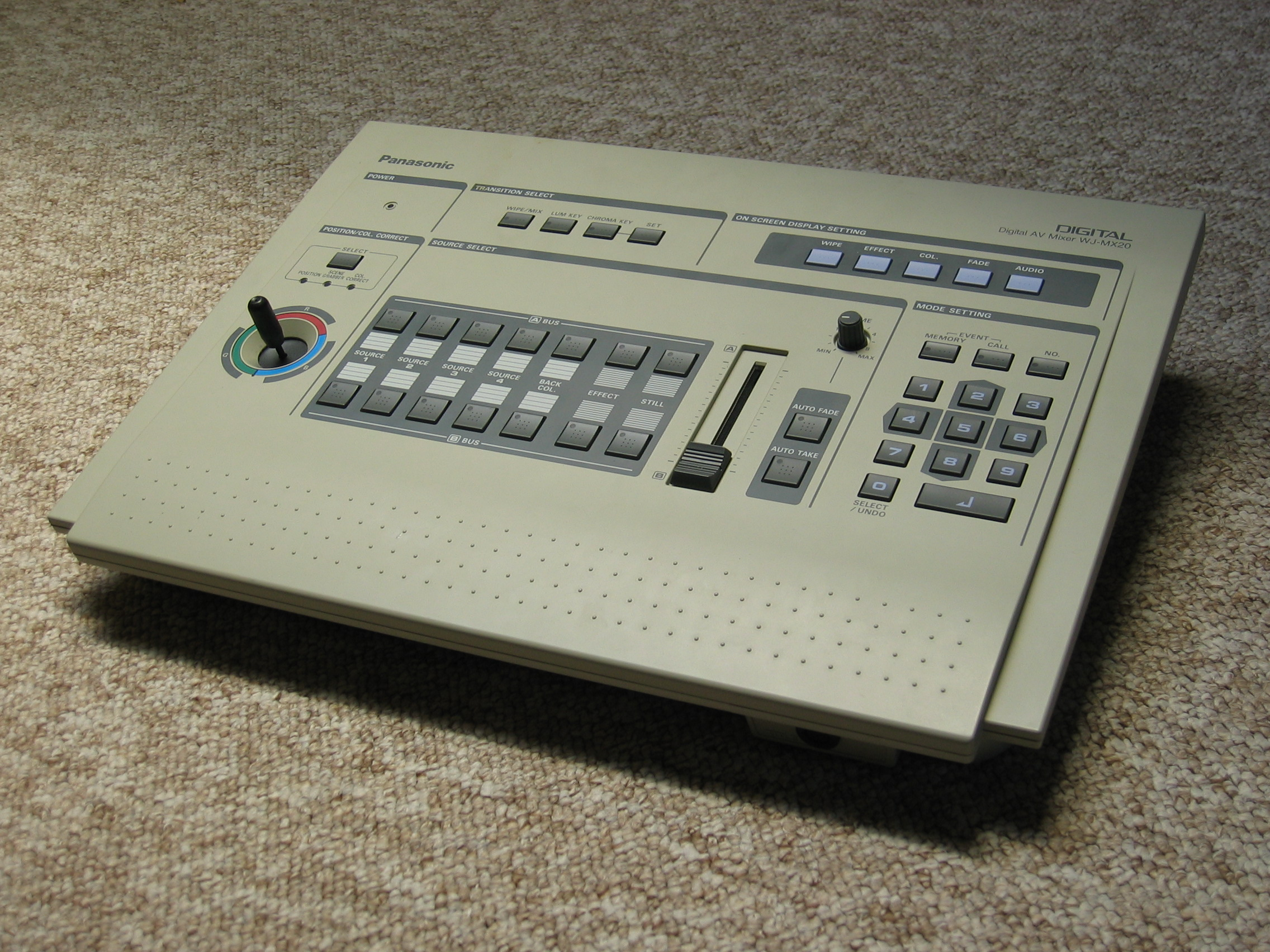
Ein Bildmischer vom Typ Panasonic WJ-MX20

Neben Hartschnitten (direktes Umschalten zwischen zwei Bildquellen) kann ein Bildmischer auch eine Reihe von Übergängen (Transitions) erzeugen, von simplen Überblendungen (Mix oder Dissolve) bis hin zu Wischblenden (Wipe). Zusätzlich können die meisten Mischer Stanzen (Keys) einblenden und Farbsignale erzeugen (in diesem Zusammenhang meist als „Mattes“ bezeichnet). Die meisten Bildmischer sind für den professionellen Bereich ausgelegt, daher haben die älteren analogen Modelle Komponentenanschlüsse und moderne digitale Modelle SDI-Anschlüsse. Sie werden für Liveübertragungen, Aufzeichnungen auf Videokassetten und für den Linearschnitt benutzt. Im Schnittbereich sind sie allerdings größtenteils von Videoschnittsoftware abgelöst worden.
Ältere professionelle Mischer benutzten auch FBAS-Signale als Quellen. Es gibt immer noch einige Bildmischer für den Amateur- und Semiprofibereich, die mit FBAS, S-Video oder auch FireWire arbeiten. Sie werden oft für VJing, Präsentationen und kleinere Mehrkameraaufzeichnungen benutzt.

## Bedienung

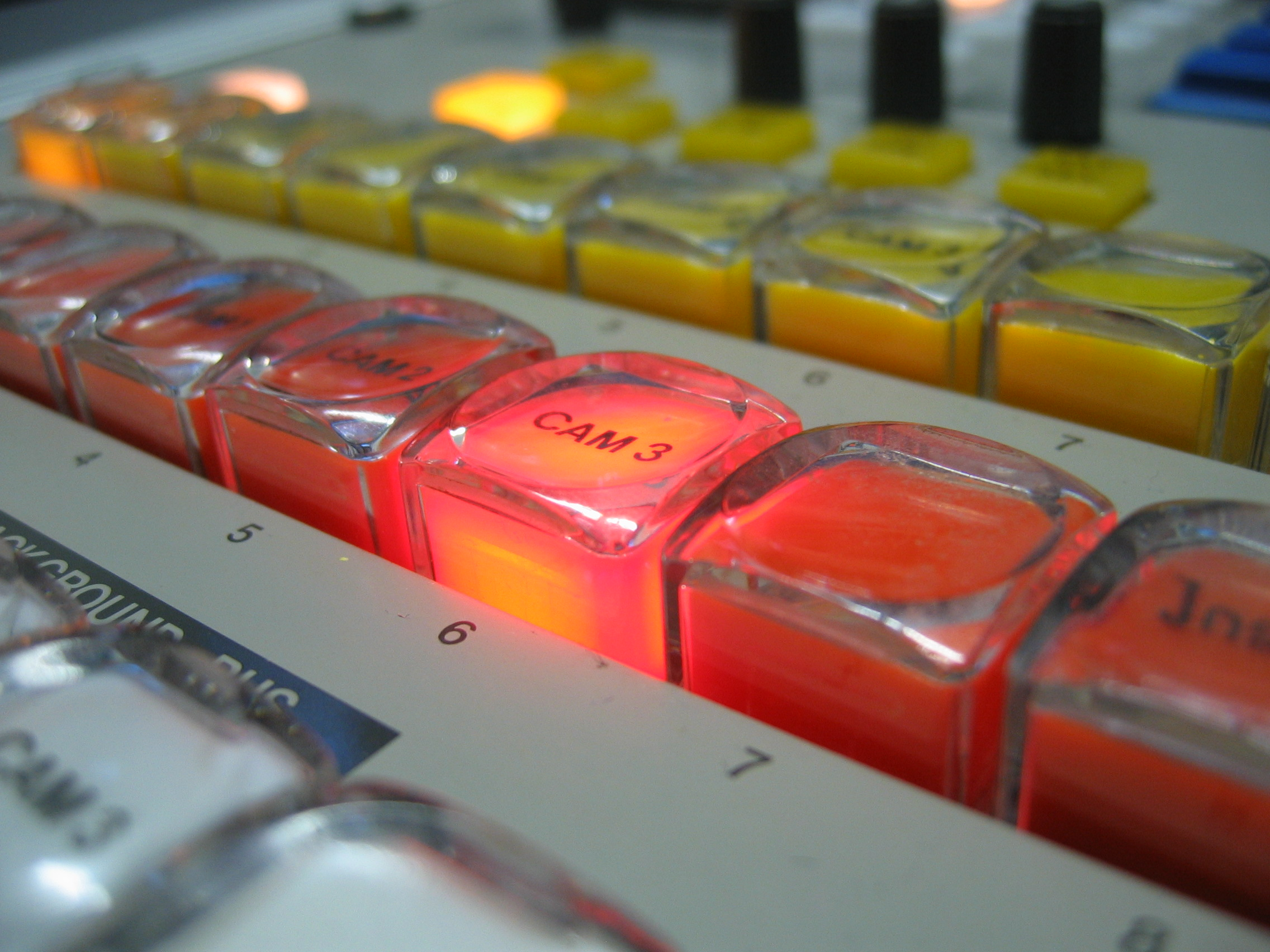
Tastenfeld

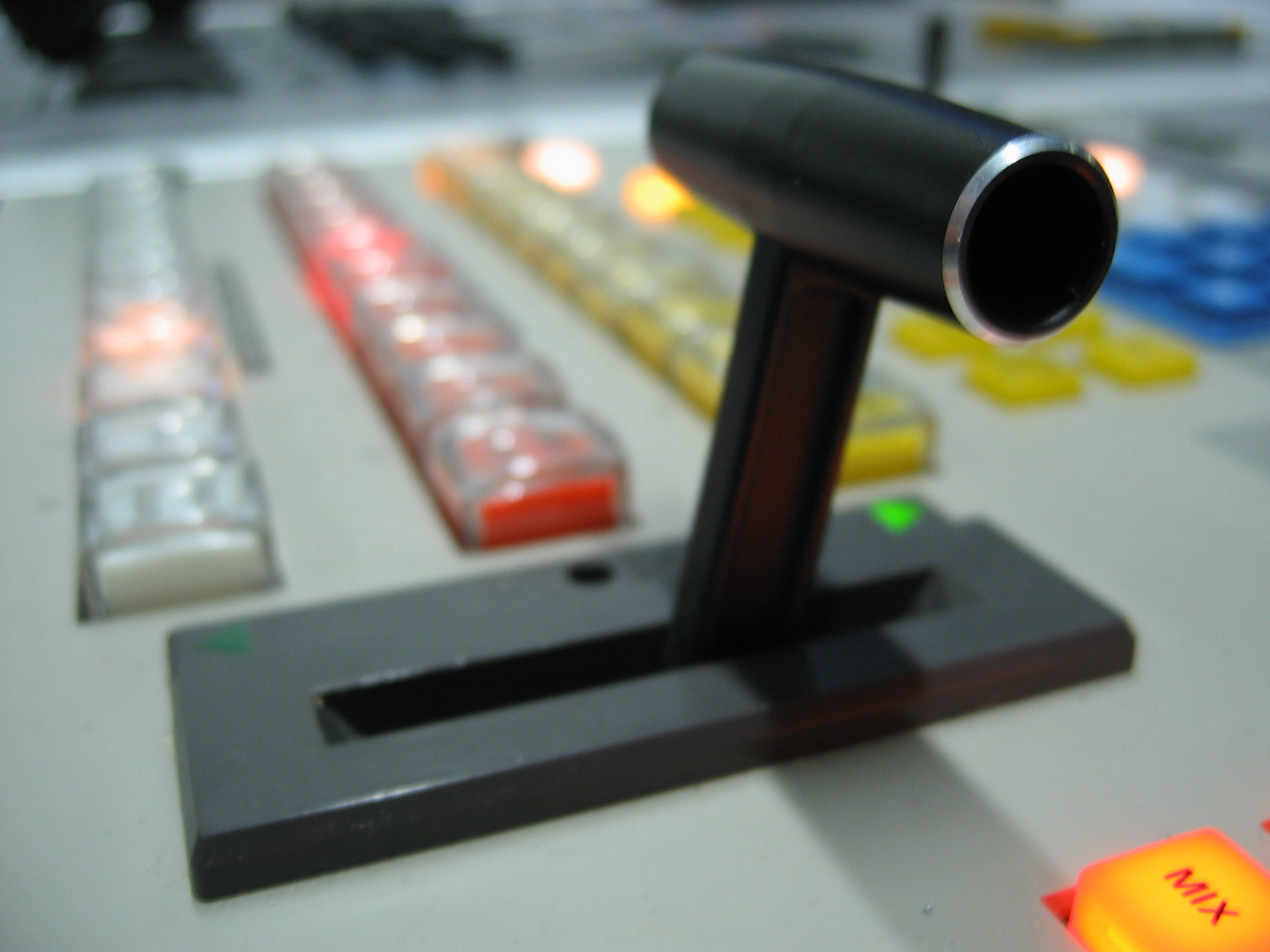
Fadebar

Das Grundkonzept eines professionellen Bildmischers ist der Bus, einfach gesagt eine Reihe von Knöpfen, von denen jeder für eine Bildquelle steht. Wenn ein Knopf gedrückt wird, wird das entsprechende Signal auf den Ausgang des Busses geschaltet. Ältere Bildmischer hatten zwei gleichberechtigte Busse (A und B, ein solcher Mischer wird dann als A/B-Mischer bezeichnet). Einer dieser Busse konnte dann als Ausgangs- oder Programmbus ausgewählt werden. Die meisten modernen Mischer haben allerdings einen Bus, der immer der Programmbus ist. Der zweite Bus wird dann als Vorschaubus benutzt. Ein solcher Mischer wird als Flipflopmischer bezeichnet, da man die Quellen von Programm- und Vorschaubus austauschen kann. Sowohl der Programm- als auch der Vorschaubus haben meistens ihren eigenen Monitor.
Ein weiteres auffälliges Merkmal eines Bildmischers ist der Blendenhebel, auch T-Bar oder Fader Bar genannt. Dieser Hebel erzeugt, ähnlich wie ein Tonfader, einen Übergang zwischen zwei Bussen. In einem Flipflopmischer ist die Stellung des Blendenhebels übrigens kein Anzeichen dafür, welcher Bus aktiv ist, weil ja der Programmbus immer aktiv (oder heiß) ist. Statt den Hebel mit der Hand zu bewegen, kann ein Knopf (üblicherweise „AutoTrans“ genannt) gedrückt werden, der den Übergang innerhalb einer einstellbaren Zeit durchführt. Ein weiterer Knopf, meist mit „Cut“ beschriftet, tauscht die beiden Busse sofort und ohne Übergang aus. Die Art des Übergangs kann im Transition Section-Bereich gewählt werden. Gängige Übergänge sind Blenden (analog zum Crossfading im Tonbereich) und Wischblenden, sogenannte Wipes.
Der dritte Bus eines Bildmischers ist der „Key Bus“. Von diesem kann ein Bildmischer auch mehrere haben, aber in diesem Fall teilen sie sich meist eine Reihe von Knöpfen. Hier kann ein Signal zum Einkeyen ausgewählt werden. Die Bildquelle, die zu sehen sein wird, wird als Fill bezeichnet, während die Maske, die die Transparenz des Signals bestimmt, Key genannt wird. Um dieses Maskensignal zu erzeugen, wird dem sog. Keyer neben dem Fill-Signal ein weiteres Signal zugeführt: Key-Source. Dies ist ein normales Videosignal und entspricht oft dem Fill, kann aber auch ein ganz anderes sein (Split-Funktion). Aus dem Key-Source erzeugt der Keyer anhand des Typs des gewählten Keys (Luminanz-, Linear-, Additiv- oder Chroma-Key) und den getroffenen Einstellungen (Clip, Gain, Density, Hue) das eigentliche Stanz-Signal, den Key. Die verschiedenen Key-Typen und Einstellungen werden im Key-Bereich des Mischers vorgenommen. Auch ohne Key-Source-Signal ist Keyen möglich: mit Hilfe des meist eingebauten Muster-Generators (Pattern). Dieser liefert ein eigenes Stanz-Signal, sofern man als Typ den Pattern-Key auswählt. 
Stimmen Fill und Key-Source überein (typischerweise bei einem Chroma-Key), werden beide Signale simultan über den Key-Bus angewählt, ansonsten muss meist entweder die oft vorhandene Split-Taste gehalten werden und danach das Key-Source-Signal auf dem Key- oder Aux-Bus angewählt werden. Alternativ gibt es oft auch die Option Auto-Select bei der die Zuordnung von Fill und Key-Source über eine einstellbare Tabelle des Mischers festgelegt wird. Üblicherweise wird ein Key genauso ein- und ausgeschaltet wie eine Überblendung. Zu diesem Zweck kann die „Transition Section“ vom Programm- (oder Background-) auf Key geschaltet werden.
Diese drei Hauptbusse bilden zusammen den Mischergrundbaustein namens Program | Preset oder P|P. Größere Mischer können mehrere Bausteine dieser Art haben, die dann Mix/Effects (kurz M/E, oft irrtümlich als „Mischer-Ebene“ interpretiert) genannt und durchnummeriert werden. Jede M/E-Sektion kann als Quelle in der P/P-Sektion und in jeder anderen M/E ausgewählt werden, was den Mischer wesentlich vielseitiger macht, da Effekte und Keys „offline“ erstellt werden können und dann mit einem einzigen Knopfdruck „auf Sendung“ gehen können. 
Nach der P/P-Sektion kommt noch eine weitere Keystufe namens Downstreamkeyer | DSK. Diese wird meistens für Texteinblendungen von Schriftgeneratoren oder Graphiken (z. B. sogenannte Bauchbinden) benutzt und hat ihre eigenen „Cut“- und „Mix“-Knöpfe. Der Vorteile der Einordnung am Ende der Mischersektion ist, dass so vor dem Downstreamkeyer noch ein sauberes, d. h. von allen sendungsspezifischen Grafiken freies Bild abgenommen werden kann, der sogenannte Cleanfeed. 
Nach dem Downstreamkeyer folgt noch ein letzter Knopf, für gewöhnlich FTB oder Fade To Black genannt. Dieser fungiert als „Notfallknopf“ für den Fall, dass versehentlich ein nicht behebbarer Mischerzustand auftritt und ein ungewolltes Signal am Ausgang anliegt. Dieser Knopf blendet den Ausgang dann auf ein Schwarzbild.
Moderne Bildmischer können noch zusätzliche Funktionen haben, zum Beispiel Fernsteuerung von MAZen (über ein General Purpose Interface), Aux-Kanäle zur Zuweisung von Quellen zu zusätzlichen Ausgängen, Makroprogrammierung oder Speicherung des aktuellen Mischerzustandes („Snapshot“).
Alle großen Mischer haben zudem für jede Quelle einen so genannten Tally-Ausgang. Dieser führt ein Signal, sobald die Quelle (vollständig oder auch nur teilweise) auf den Ausgang des Bildmischer geschaltet wird. Über dieses Signal wird auch das Rotlicht auf den Kameras gesteuert.

## Aufbau und Verkabelung
Da Bildmischer verschiedene Bildquellen wie MAZen und Videokameras zusammenführen, ist es sehr wichtig, dass alle diese Quellen ordnungsgemäß synchronisiert sind. In professionellen Einrichtungen erzeugt ein Synchrongenerator die Taktsignale für alle anderen Geräte. Synchronität kann auch hergestellt werden, indem der Bildmischer ein Taktsignal an die angeschlossenen Geräte sendet (Genlock). Signale, die nicht synchronisiert werden können (entweder weil sie von außerhalb der Einrichtung kommen oder weil das Gerät keine externe Synchronisation unterstützt), müssen durch einen Time Base Corrector laufen. Manche Mischer haben interne „frame-syncs“, wenn nicht, wird ein zusätzliches Gerät dafür benötigt. Wenn der Mischer für den Videoschnitt benutzt wird, muss die Schnittsteuerung (die üblicherweise den Bildmischer fernsteuert) auch synchronisiert werden.
Die meisten größeren Bildmischer trennen aus Gründen der Lautstärke, Hitzeentwicklung und wegen der kürzeren Kabelwege das Bedienfeld eines Bildmischers vom eigentlichen Gerät. Das Bedienteil steht in der Regie, während die Haupteinheit, an der alle Kabel angeschlossen sind, mit dem Rest der Geräte im zentralen Geräteraum eingebaut ist.